# 相模屋政五郎
相模屋 政五郎（日語：さがみや まさごろう，1807年—1886年1月13日）是幕末至明治的俠客、口入屋(職業仲介)。通稱『相政』，明治以後自稱山中政次郎。『日本鐵道請負業史』中記載的新橋橫濱間的承包人山中政次郎就是維新後的相政。

## 經歷
1807年（文化4年），口入屋，大和屋定右衛門的次男，在江戶出生。其後，成為同業者相模屋幸右衛門的養子，在文政年間於日本橋箔屋町建立了一家。
1846年（弘化3年）5月，被山內豐熈發掘，成為土佐藩江戶屋敷的火消頭領，負責所有火消工作。
1855年（安政2年）3月的土佐藩邸火災中，阻止火藥庫燃燒，避免大火的發生。從這一時期到慶應年間，政五郎處於巔峰時期，是江戶口入屋中最出色的人物，據稱有1300名部下。
1862年（文久2年）因文久改革的影響，大名屋敷的規模縮小，雇用的中間（武家奉公人）、小者大量被解雇。政五郎將這些人員幾乎在同一時期送入新成立的幕府陸軍作為常備軍。
1867年（慶應3年）9月，組合火槍隊被廢止，各旗本為了免除提供槍卒而需向幕府提供一半的稅收，結果約有5000名原組合火槍隊的步兵在除了一部分直接被幕府雇用的情況下被解雇。被解雇的步兵開始結伙聚集，因在吉原暴動，殺害遊廓的年輕人，或者反遭報復，加劇了社會問題。
此時，政五郎見狀，派遣部下傳達「元公儀步兵若需從江戶出發的，將給予草鞋錢」，努力平息事態（每人給2文，花費約600兩）。此外，還將遭報復而死的步兵埋葬於寺中。
1868年（慶應4年），在鳥羽伏見之戰後的步兵逃亡騷動中，受陸軍總裁勝海舟的委託，協助平息事態。
1870年（明治3年）1月，因山內容堂多年的辛勞受到表揚，獲得名字帶刀御免，十人扶持，賜予山中（やまうち）的姓氏。
1872年（明治5年）6月，容堂去世，他本想隨之殉死，但在板垣退助的勸說下打算止步。
1886年（明治19年）1月13日，在新富町去世，享年80歲。

## 人物
- 1843年（天保14年），為了平息酒席上的爭執，剪掉了小指。晚年時當部下打架時，會說「短氣會吃虧。我因為沒有小指而遭受了多少不便，請小心。」
- 新門辰五郎的親戚醉酒在市村座（日语：市村座）大鬧，將小屋鬧得一片狼藉，造成大騷動。此時政五郎插手，騷動一天內平息。
- 無聲電影時代，政五郎主演的電影有數部。

## 相模屋政五郎出登場的作品
- 《俠客相模屋政五郎》[1]
- 《江戶繪兩國八景 荒川的佐吉》 [2]

## 註解
1. ↑  「俠客相模屋政五郎」『歌舞伎・浄瑠璃外題よみかた辞典』。kotobank2022年4月20日閲覧。
2. ↑  . 公演情報. 松竹.   [2022-04-21].

## 關聯項目
- 土佐藩
- 山內容堂
- 板垣退助
- 幕府陸軍（日语：幕府陸軍）
- 新門辰五郎

## 外部連結
- . kotobank （日语）.